# Ragnhild Aas
Ragnhild Aas (* 9. Januar 1984 in Oslo) ist eine norwegische Beachvolleyballspielerin.

## Karriere
Aas spielte ihre ersten internationalen Turniere 2006 und 2007 bei den Grand Slams in Stavanger und den Kristiansand Open mit Kristine Fossen. 2008 bildete sie ein neues Duo mit Siri Bjørkesett, das bei der Weltmeisterschaft 2009 in Stavanger ohne Satzgewinn nach der Vorrunde ausschied. Beim Grand Slam in Klagenfurt am Wörthersee hatte sie 2010 ihren ersten gemeinsamen Auftritt mit ihrer aktuellen Partnerin Janne Kongshavn. Im August 2011 spielten Kongshavn/Aas bei der Europameisterschaft in Kristiansand, sie kamen allerdings nicht über die Vorrunde hinaus.